# Sechsfüßer
Die Sechsfüßer oder Hexapoden (Hexapoda; von altgriechisch ἕξ héx „sechs“ und πούς pous [Gen. ποδός podós] „Fuß“) bilden einen Unterstamm der Gliederfüßer (Arthropoda). Zu den Hexapoda werden die Insekten (Insecta), Doppelschwänze (Diplura), Beintastler (Protura) und Springschwänze (Collembola) gerechnet.
Das Taxon Sechsfüßer, welches 1987 durch J. Kukalová-Peck erstmals in dieser Zusammenstellung dargestellt wurde, entspricht der klassischen Zusammenfassung der Insekten (Hennig 1953) und wurde vorher entsprechend als Synonym für diese Tiergruppe angesehen. Die Insekten nach der neuen Definition entsprechen demgegenüber der ehemals als Freikiefler (Ectognatha) bezeichneten Tiergruppe; die  Doppelschwänze, Beintastler und Springschwänze werden also nicht mehr zu den Insekten gezählt.

## Merkmale der Sechsfüßer
Die Sechsfüßer verfügen über einige Merkmale, die sie zweifelsfrei als natürliche Gruppe darstellen:
Hierzu gehört vor allem der auf eine feste Segmentzahl festgelegte Körper. Dabei besteht der Kopf aus wahrscheinlich sechs miteinander verschmolzenen Segmenten, die sich anhand der Kopfgliedmaßen und vor allem der Nervenknoten (Ganglien) im Kopfbereich erkennen lassen.
Der Kopf trägt ein Paar Antennen sowie drei Paar Mundwerkzeuge, die als Mandibeln, Maxillen und Labium bezeichnet werden. Das Labium entspricht den 2. Maxillen von Krebsen und Tausendfüßern, es ist höchstwahrscheinlich durch eine Verschmelzung der paarigen 3. Mundextremitäten hervorgegangen.
Der Brustbereich (Thorax) besteht immer aus drei Segmenten, die jeweils ein Laufbeinpaar tragen (macht zusammen drei Laufbeinpaare und sechs Laufbeine) und somit dieser Gruppe den Namen gegeben haben. Bei den Fluginsekten (Pterygota) tragen die beiden letzten Brustsegmente die Flügel.
Der Hinterleib besteht im Grundmuster aus 11 Segmenten plus einem so genannten Telson. Diese Segmente können teilweise bei den verschiedenen Gruppen innerhalb der Sechsfüßer verschmolzen sein.
Weitere Merkmale der Sechsfüßer: ursprünglich Schwanzanhänge, bestehend aus maximal zwei Cerci und einem Terminalfilum; die so genannten Styli, Reststrukturen der ehemals zweiästigen Extremitäten.
Außerdem haben die Sechsfüßer im Grundbauplan Facettenaugen und Punktaugen sowie ein gut entwickeltes Tracheensystem.

## Systematik der Sechsfüßer
Die Systematik der Sechsfüßer ist noch nicht endgültig gesichert. In der klassischen Variante werden die Insekten den restlichen Gruppen gegenübergestellt, die gemeinsam aufgrund einer Mundtasche als Sackkiefler (Entognatha) bezeichnet werden (Hypothese 1; Hennig 1953, 1969 (mod.)).
Eine andere Hypothese fasst nur die  Springschwänze und Beintastler als ein Taxon namens Ellipura zusammen und ordnet dann die Doppelschwänze als ersten Abzweig den Insekten zu (Hypothese 2; Kukalova-Peck 1987, 1991; Koch 1997; Kraus 1997; Beutel & Gorb 2006).
Hypothese 1: Die Beintastler, Doppelschwänze und Springschwänze bilden die Schwestergruppe der Insekten:
|          | Doppelschwänze (Diplura)                                                              |
|          |                                                                                       |
| Ellipura | \| \| Beintastler (Protura) \| \| \| \| \| \| Springschwänze (Collembola) \| \| \| \| |
|          | \| \| Beintastler (Protura) \| \| \| \| \| \| Springschwänze (Collembola) \| \| \| \| |
|          | Beintastler (Protura)                                                                 |
|          |                                                                                       |
|          | Springschwänze (Collembola)                                                           |
|          |                                                                                       |

|  | Beintastler (Protura)       |
|  |                             |
|  | Springschwänze (Collembola) |
|  |                             |

|          | Doppelschwänze (Diplura)                                                              |
|          |                                                                                       |
| Ellipura | \| \| Beintastler (Protura) \| \| \| \| \| \| Springschwänze (Collembola) \| \| \| \| |
|          | \| \| Beintastler (Protura) \| \| \| \| \| \| Springschwänze (Collembola) \| \| \| \| |
|          | Beintastler (Protura)                                                                 |
|          |                                                                                       |
|          | Springschwänze (Collembola)                                                           |
|          |                                                                                       |

|  | Beintastler (Protura)       |
|  |                             |
|  | Springschwänze (Collembola) |
|  |                             |

Hypothese 2: Die Beintastler und Springschwänze bilden die Schwestergruppe der Insekten und Doppelschwänze:
|  | Beintastler (Protura)       |
|  |                             |
|  | Springschwänze (Collembola) |
|  |                             |

|  | Doppelschwänze (Diplura) |
|  |                          |
|  | Freikiefler (Ectognatha) |
|  |                          |

|  | Beintastler (Protura)       |
|  |                             |
|  | Springschwänze (Collembola) |
|  |                             |

|  | Doppelschwänze (Diplura) |
|  |                          |
|  | Freikiefler (Ectognatha) |
|  |                          |

### Wissenschaftliche Literatur
- R. G. Beutel, S. N. Gorb: Ultrastructure of attachment specializations of hexapods, (Arthropoda): evolutionary patterns inferred from a revised ordinal phylogeny. In: Journal of Zoological Systematics and Evolutionary Research. 39, 2001, S. 177.
- F. Nardi, G. Spinsanti, J. L. Boore, A. Carapelli, R. Dallai, F. Frati: Hexapod origins: monophyletic or paraphyletic? In: Science. 299 (5614), 2003, S. 1887.
- W. C. Wheeler, M. Whiting, Q. D. Wheeler, J. M. Carpenter: The phylogeny of the extant hexapod orders. In: Cladistics. 17, 2001, S. 113.